# Andrzej Mikosz
Andrzej Mikosz, né le 17 octobre 1965 à Poznań, est un avocat et un homme politique polonais proche de la droite.

## Biographie

### Formation et carrière
Diplômé en droit de l'université Adam-Mickiewicz de Poznań, il devient avocat en 1994.

### Vie politique
Il siège à la commission des opérations boursières (KPWiG) entre 1993 et 1996, puis est conseiller du ministre de l'Agriculture de 1998 à 2000. Il est ensuite membre de la commission juridique nationale du Parti conservateur-populaire (SKL).
Le 31 octobre 2005, Andrzej Mikosz est nommé ministre du Trésor d'État dans le gouvernement minoritaire du conservateur Kazimierz Marcinkiewicz. Il démissionne dès le 4 janvier 2006 et retourne à sa carrière dans le secteur privé.